# سیارک ۴۱۲

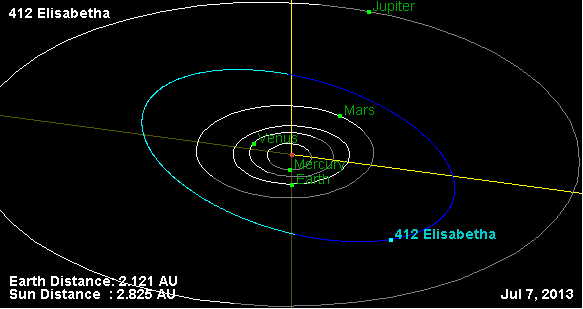
مدار سیارک ۴۱۲ و موقعیت آن در منظومه شمسی

سیارک ۴۱۲ (به انگلیسی: 412 Elisabetha، نامگذاری:1896CK) چهارصد و دوازدهمین سیارک کشف شده‌است که در ۷ ژانویه ۱۸۹۶ و در هایدلبرگ کشف شد.
قدر مطلق سیارک برابر ۹٫۰۰ است.